# Chris Tomlin
Pour les articles homonymes, voir Tomlin.
Chris Tomlin, de son nom d’enfance Christopher Dwayne Tomlin, né le 4 mai 1972 à Grand Saline au Texas, États-Unis, est un chanteur et compositeur américain de rock chrétien évangélique . Il a remporté 1 Grammy Award et 25 Dove Awards.  Il est également conducteur de louange dans les conférences Passion Conferences aux États-Unis. Il est cofondateur de Passion City Church à Atlanta (Géorgie).

## Biographie
Chris Tomlin naît le 4 mai 1972 à Grand Saline au Texas.
À l’âge de 13 ans, il a commencé à chanter à l’église baptiste de Main Street à Grand Saline. 
Il a étudié dans le domaine médical au Tyler Junior College et a obtenu un diplôme en 1992, puis il a étudié la psychologie à l’Université A&M du Texas de College Station et a obtenu un Bachelor of Science en 1995.

### Ministère
En 1995, il a enregistré son premier album Inside Your Love.  L'album The Noise We Make est sorti en 2001.
En 1997, il a participé à la fondation de Passion Conferences avec Louie Giglio.
En 2002, il a co-fondé l’église Austin Stone Community Church à Austin (Texas).
En 2007, il a déjà gagné 17 Dove Award.
En 2008, il a co-fondé Passion City Church à Atlanta (Géorgie) avec le pasteur baptiste Louie Giglio.

## Vie personnelle
Il se marie à Lauren Bricken en 2011 et a trois filles.

## Discographie
- 1995 - Inside Your Love
- 1998 - Authentic
- 1998 - Too Much Free Time
- 2001 - The Noise We Make
- 2002 - 545
- 2002 - Not to Us
- 2004 - Arriving
- 2005 - Live from Austin Music Hall
- 2006 - See The Morning
- 2006 - Everything Glorious
- 2006 - The Early Years
- 2008 - Hello Love
- 2009 - Glory in the Highest: Christmas Songs of Worship
- 2010 - And If Our God Is for Us
- 2011 - How Great Is Our God: The Essential Collection
- 2013 - Burning Lights
- 2014 - Love Ran Red
- 2015 - Adore: Christmas Songs of Worship
- 2016 - Never Lose Sight
- 2017 - The Ultimate Christmas Playlist
- 2018 - Holy Roar
- 2019 - Holy Roar: Live from Church
- 2020 - Chris Tomlin & Friends
- 2021 - Emmanuel: Christmas Songs of Worship
- 2022 - Always

## Récompenses
En 2024, au cours de sa carrière, il avait reçu 1 Grammy Award  et 25 Dove Awards.